# Wjatscheslaw Michailowitsch Saizew

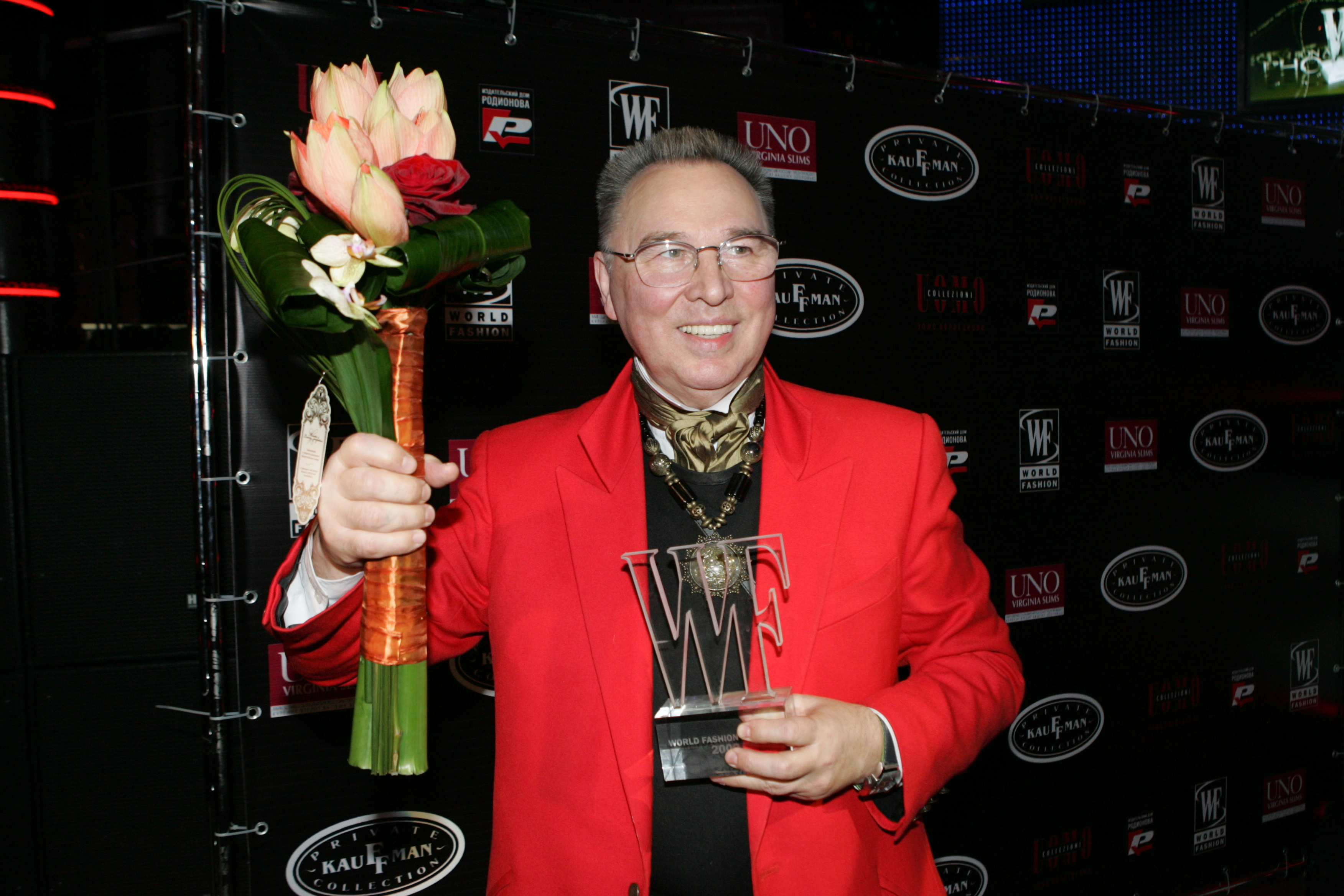
Slawa Saizew (2009)

Wjatscheslaw Michailowitsch Saizew (russisch Вячеслав Михайлович Зайцев, wiss. Transliteration Vjačeslav Michajlovič Zajcev) (* 2. März 1938 in Iwanowo; † 30. April 2023 in Schtscholkowo), bekannt als Slawa Saizew, auch „roter Dior“ genannt,  war ein sowjetischer bzw. russischer Modedesigner.

## Leben und Werk

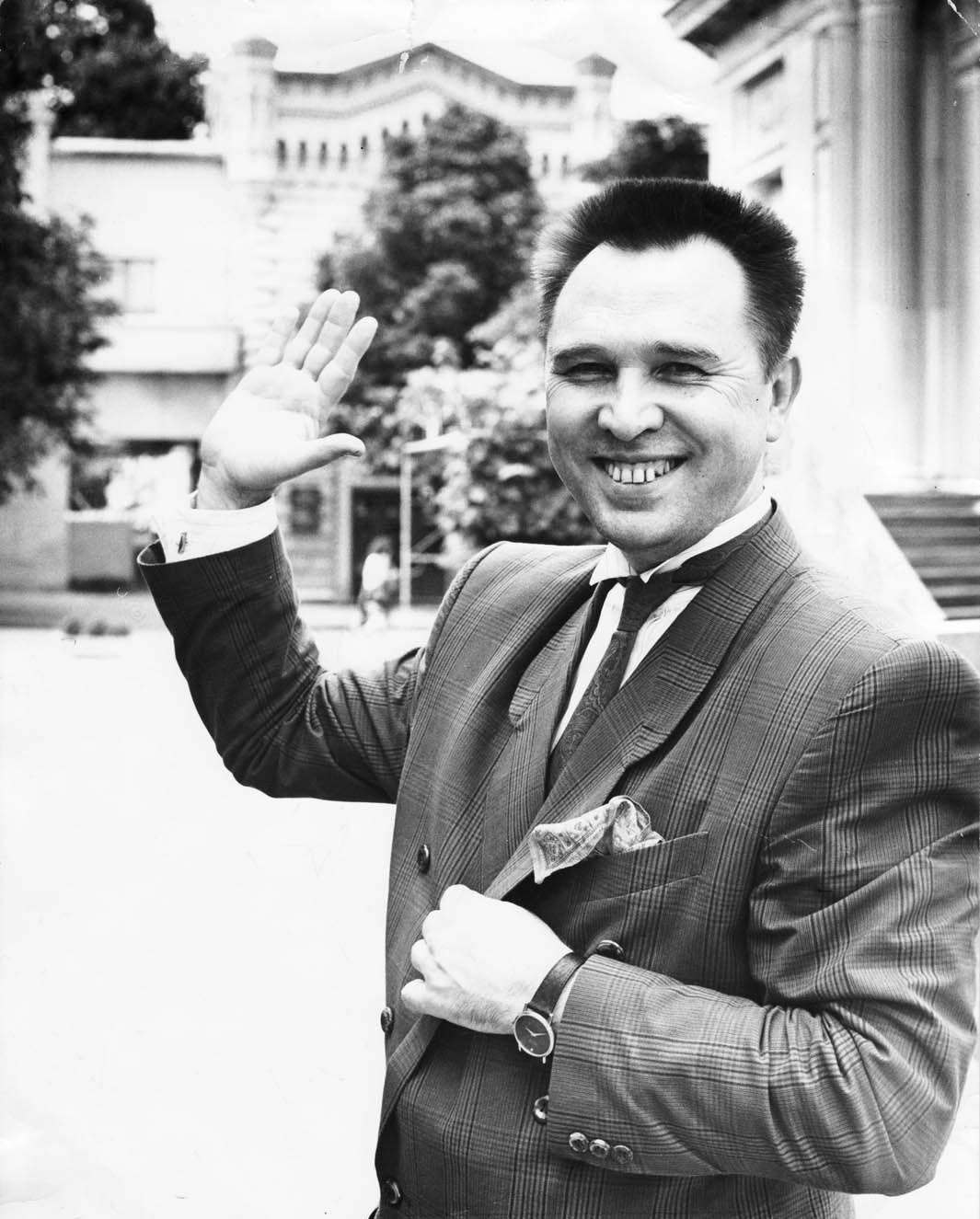
Slava Zaitsev (1980er)

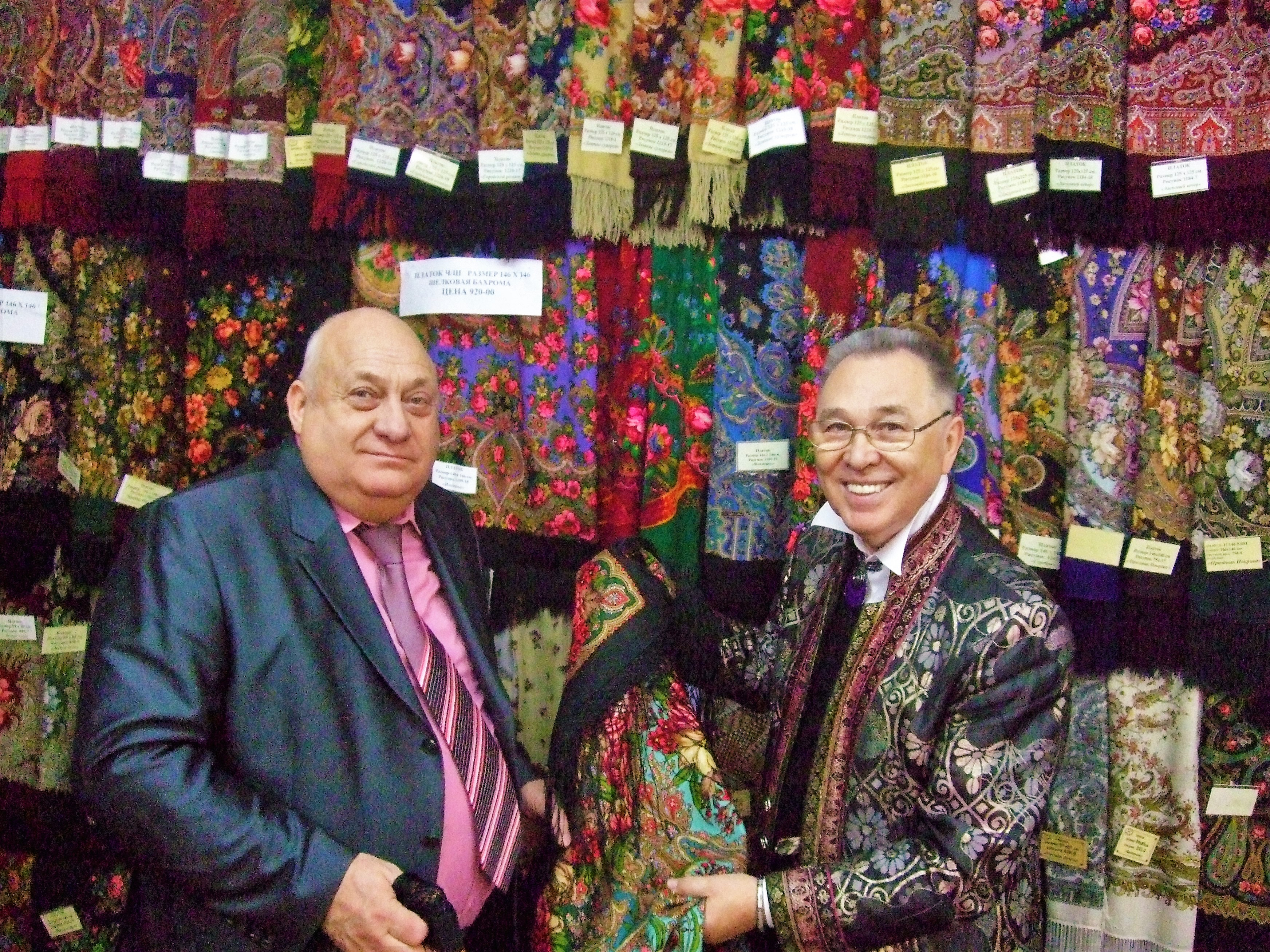
Beim Stoffeinkauf (2010)

Slawa Saizew war gelernter Textilzeichner. In den frühen 1960er Jahren entwarf er Kleidung für Landarbeiter, die aber von den staatlichen Stellen als zu bunt abgelehnt worden. Jedoch wurde er dadurch erstmals international bekannt, da das Magazin „Paris Match“ darüber berichtete. Mit weiteren Kollektionen gewann er auch Ansehen in der Sowjetunion. 1980 schuf er die Uniformen der sowjetischen Olympiamannschaft. Danach begründete er das sowjetische Fashion House.
Später ging er nach Paris. 1988 präsentierte er dort seine Modekollektionen und wurde von Jacques Chirac zum Pariser Ehrenbürger ernannt. 1988 wurde er Leiter des Moskauer Modehauses, dessen Führung er 2019 an seinen Sohn Jegor übergab. Slawa Saizew entwarf Film- und Theaterkostüme und Kostüme für angesehene Eiskunstläufer. Das Unternehmen kreierte unter seinem Namen Parfums und Duschgels.
Saizew galt in den 1990er Jahren als bedeutendster russischer Modeschöpfer. 1989 wurde er zum Mode-Mann des Jahres gekürt.

Slawa-Saizew-Modenschau
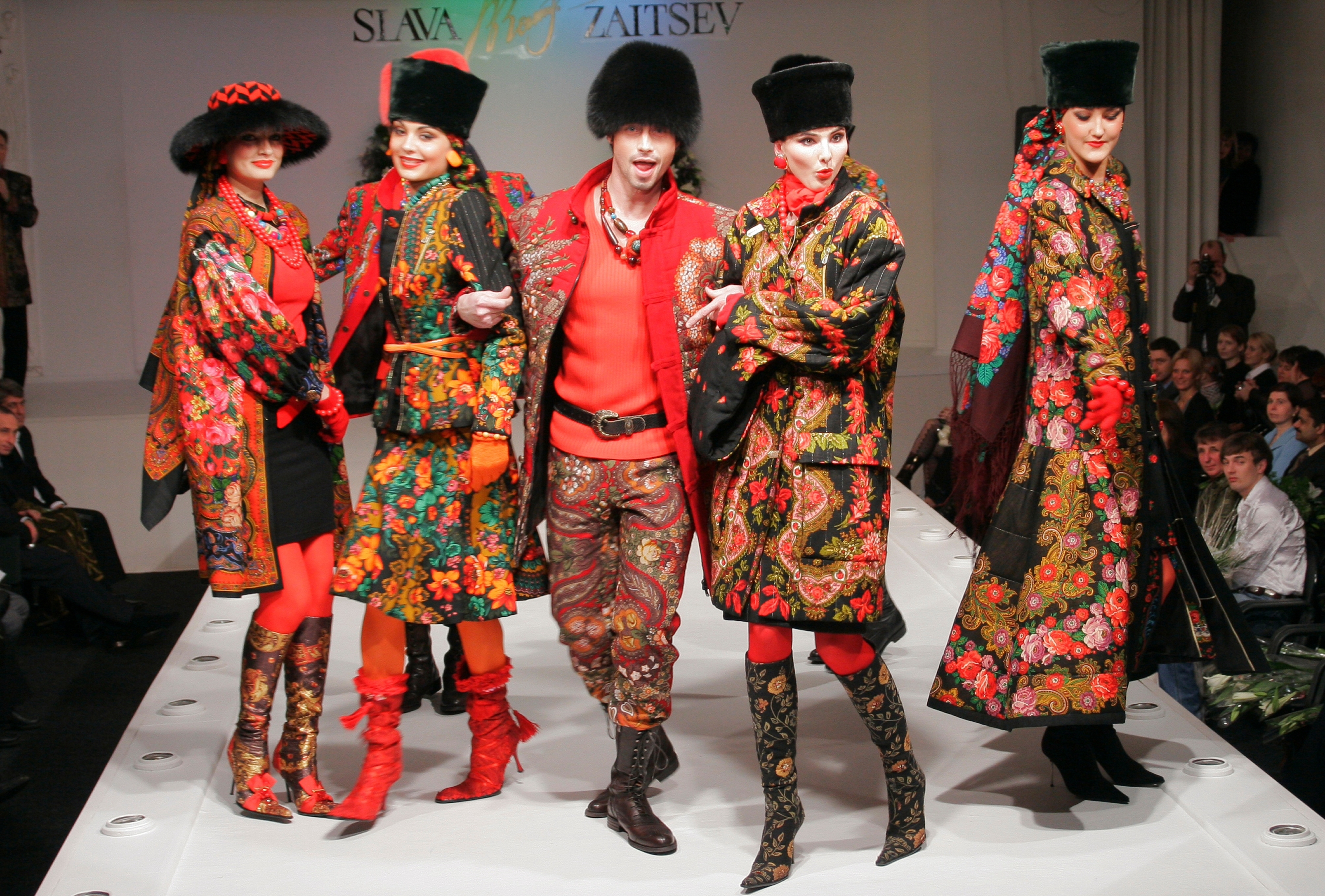
In historischer Anlehnung (undatiert)
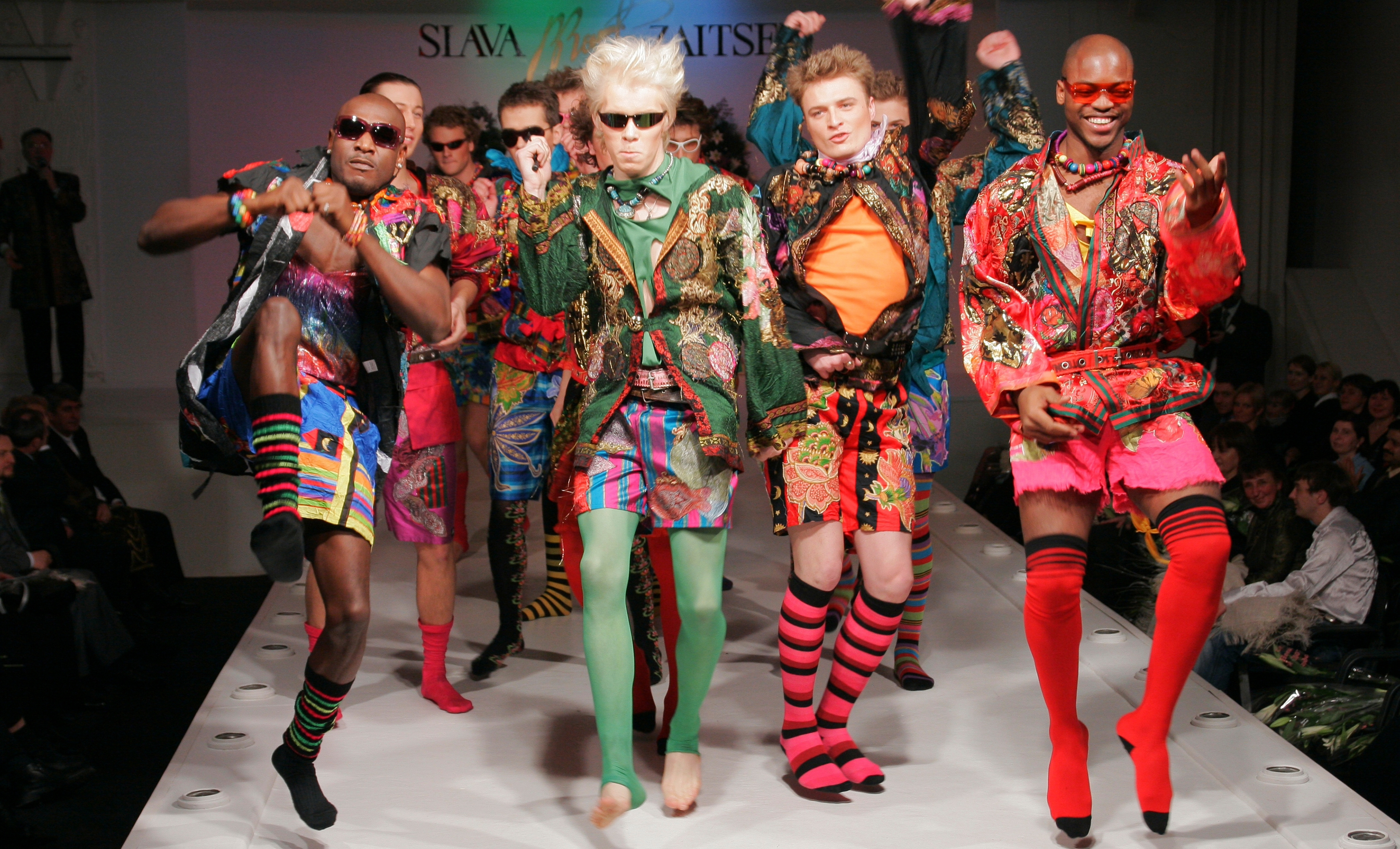
Mit jugendlichem, hippieartigem Outfit (undatiert)

## Ehrungen
- 1974 Medaille „Für heldenmütige Arbeit“
- 1980 Ehrenzeichen der Sowjetunion
- 1998 Verdienstorden für das Vaterland (4. Klasse)
- 2009 Preis der Regierung der russischen Föderation
- 2010 Preis der Regierung der Russischen Föderation
- Médaille de la Ville de Paris